# کلی پاکارد
 کلی پاکارد (انگلیسی: Kelly Packard؛ زادهٔ ۲۹ ژانویهٔ ۱۹۷۵) یک هنرپیشه اهل ایالات متحده آمریکا است. وی از سال ۱۹۹۰ میلادی تاکنون مشغول فعالیت بوده‌است.

او در فیلم دوست‌پسر دوست‌دختر من بازی کرده است.